# الکترومغناطیس

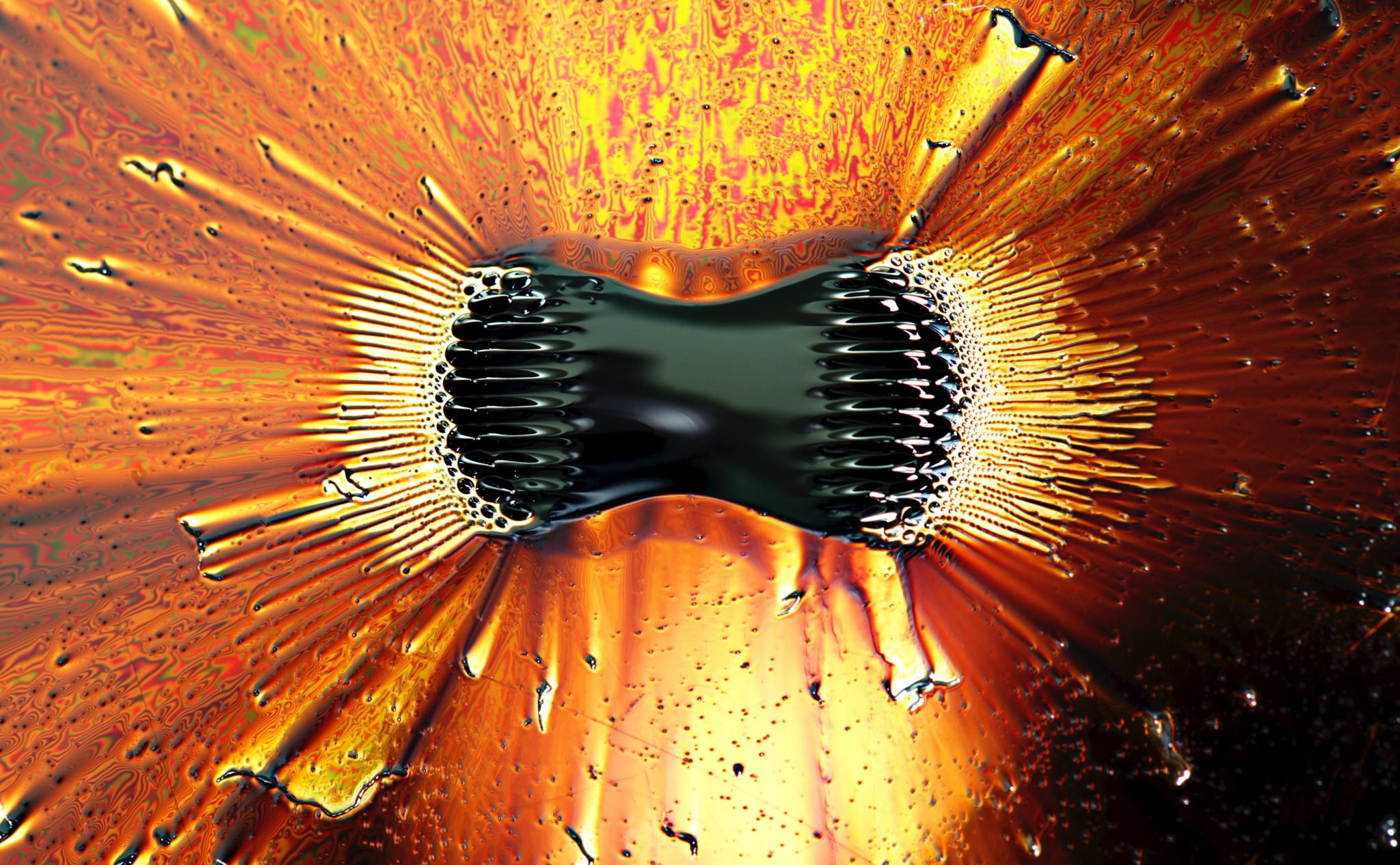
نمایی از فروسیالی که در نزدیکی قطب‌های یک آهنربای قدرتمند، جمع می‌شود.

الکترومغناطیس شاخه‌ای از فیزیک است که به مطالعه پدیده‌های الکتریکی و مغناطیسی و ارتباط این دو با هم می‌پردازد. نیروی الکترومغناطیسی یکی از چهار نیروی بنیادی طبیعت است (سه نیروی دیگر نیروی هسته‌ای قوی، نیروی هسته‌ای ضعیف و گرانش هستند). در نظریهٔ الکترومغناطیس این نیروها به وسیلهٔ میدان‌های الکترومغناطیسی توصیف می‌شوند. الکترومغناطیس توصیف‌گر بیشتر پدیده‌هایی است (به جز گرانش) که در زندگی روزمره اتفاق می‌افتند. الکترومغناطیس همچنین نیرویی‌ست که الکترون‌ها و پروتون‌ها را در داخل اتم‌ها کنار هم نگه می‌دارد. درحقیقت عامل همهٔ نیروهای درون مولکولی، نیروی الکترومغناطیسی است.
نیروی الکترومغناطیسی به دو صورت نیروی الکتریکی و نیروی مغناطیسی بروز می‌کند که دو جنبه از یک چیز (نیروی الکترومغناطیسی) هستند و از این رو ذاتاً به یکدیگر مربوطند. تغییر میدان الکتریکی، میدان مغناطیسی تولید می‌کند. همچنین تغییر میدان مغناطیسی، میدان الکتریکی تولید می‌کند. این اثر، القای الکترومغناطیسی نام دارد و اساس کار ژنراتورهای برق، موتورهای الکتریکی و ترانسفورماتورها است. میدان الکتریکی عامل چند پدیدهٔ معمول مانند پتانسیل الکتریکی (ولتاژ باتری) و جریان الکتریکی (جریان برق)، و میدان مغناطیسی عامل رانش و ربایش آهنرباها هستند. در الکترودینامیک کوانتومی، نیروی الکترومغناطیسی بین ذرات باردار را می‌توان از طریق روش نمودارهای فاینمن محاسبه کرد که در آن فرض می‌شود که ذرات حامل (به نام فوتون مجازی) بین ذرات باردار مبادله می‌شود.
مفاهیم نظری الکترومغناطیس به نظریه نسبیت خاص آلبرت اینشتین در ۱۹۰۵ انجامید.

## تاریخچه الکترومغناطیس
در ابتدا تصور می‌شد که الکتریسیته و مغناطیس دو پدیده جدا هستند. با انتشار رساله الکتریسیته و مغناطیس جیمز کلرک ماکسول در ۱۸۷۳ میلادی، این دیدگاه تغییر کرد. چهار اثر عمده از ارتباط این دو، با آزمایش نشان داده شده‌اند.
1. نیروی الکتریکی جذب یا دفع‌کننده بارها متناسب با معکوس مربع فاصله آن‌ها است.
2. قطب‌های مغناطیسی همیشه به صورت جفت توسط خطوط میدان مغناطیسی به هم متصل می‌شوند؛ قطب شمال مغناطیسی به قطب جنوب مغناطیسی متصل است.
3. جریان الکتریکی در سیم حامل جریان، میدان مغناطیسی دایره‌ای اطراف سیم ایجاد می‌کند، که جهت آن وابسته به جهت جریان است.
4. هنگامی که یک حلقه سیم به سمت میدان مغناطیسی حرکت کند یا از آن دور شود، یا اینکه میدان مغناطیسی به سمت حلقه نزدیک یا از آن دور شود، در حلقه جریان برقرار می‌شود و جهت آن وابسته به جهت حرکت است.

زمانی که هانس کریستین اورستد در حال آماده شدن برای یک سخنرانی در شب ۲۱ آوریل ۱۸۲۰ میلادی بود، مشاهدات شگفت‌آوری کرد. او متوجه شد که سوزن قطب‌نما زمانی که جریان الکتریکی حاصل از باتری قطع و وصل می‌شد، منحرف می‌گردید. این انحراف او را متقاعد کرد که میدان‌های مغناطیسی از طرف یک سیم حامل جریان الکتریکی تأثیر می‌پذیرد و رابطه مستقیم بین الکتریسیته و مغناطیس وجود دارد. او یافته‌های خود را به چاپ رساند که نشان می‌داد جریان الکتریکی در اطراف یک سیم حامل جریان، تولید میدان مغناطیسی می‌کند. واحد القاء مغناطیسی اورستد (Oersted) است و به افتخار او نام‌گذاری شده است.
پدیده القای الکترومغناطیسی که بعدها از سوی مایکل فارادی مشاهده شد را جیمز کلارک ماکسول گسترش داد. بخشی از آن دوباره از سوی الیور هِوی‌ساید و هاینریش هرتز فرمول‌بندی شد که یکی از بزرگ‌ترین دست‌آوردهای فیزیک ریاضی در قرن نوزدهم میلادی به‌شمار می‌رود. از آن پس، الکترومغناطیس ٬همواره مدلی برای توسعه فیزیک بوده است.

### تاریخچه تجهیزات الکترومغناطیسی
- ۱۸۰۰: برای اولین بار آلِساندرو ولتا از روی و نقره توان الکتریکی دائمی (پیل یا باتری) تولید کرد.
- ۱۸۲۰: هانس کریستیَن اُورستِد با مشاهدهٔ تغییر جهت قطب‌نما با جریان الکتریکی میدان مغناطیسی را پیدا کرد. این اولین جابه‌جایی مکانیکی با جریان الکتریکی بود.
- ۱۸۲۰: آندره ماری آمپر سیم پیچ استوانه‌ای را اختراع کرد.
- ۱۸۲۱: مایکل فارادِی دو آزمایش برای نشان دادن چرخش مغناطیسی طراحی کرد. او یک سیم آویزان را در معرض میدان مغناطیسی قرار داد و چرخش آن در یک مدار دوار را مشاهده کرد.
- ۱۸۲۲: پیتر بارلو (انگلیسی) چرخ نخ‌ریسی را اختراع کرد. (چرخ بارلو = ماشین تک قطبی).
- ۱۸۲۶–۱۸۲۵: ولیام استراگن (انگلیسی) آهنربای الکتریکی را اختراع کرد، که یک سیم پیچ با هسته آهنی (به منظور افزایش میدان مغناطیسی) بود.
- ۱۸۲۷–۱۸۲۸: ایستوان (آنیوس) جدلیک (مجارستانی) اولین ماشین‌های دوار با برق و کموتاتور را اختراع کرد. اما او چندین سال پس از اختراع به فکر ثبتش افتاد و تاریخ دقیق آن مشخص نیست.
- ۱۸۳۱: مایکل فارادی القای الکترومغناطیسی را کشف کرد؛ یعنی تولید جریان الکتریکی با تغییر میدان مغناطیسی.[۲]

## بررسی اجمالی
نیروی الکترومغناطیسی یکی از چهار نیروهای بنیادی طبیعت است. نیروی الکترومغناطیس توصیف‌گر بیشتر پدیده‌هایی است (به جز گرانش) که در زندگی روزمره اتفاق می‌افتد. الکترومغناطیس همچنین نیرویی است که الکترون‌ها و پروتون‌ها را در داخل اتم‌ها پیش هم نگه می‌دارد. این نیرو در انرژی‌های بسیار بالا، با نیروی هسته‌ای قوی متحد می‌شود که با نام نیروی الکترو قوی شناخته می‌شود.

## الکترودینامیک کلاسیک
نظریه دقیق الکترومغناطیس، معروف به الکترومغناطیس کلاسیک، توسط فیزیک‌دانان قرن ۱۹ و در اوج کار جیمز کلارک ماکسول - که یکپارچه‌کننده پدیده‌های شناخته شده تا زمان خود به یک تئوری واحد و نیز کاشف ماهیت الکترومغناطیسی نور است - شکل گرفت. در الکترومغناطیس کلاسیک، میدان الکترومغناطیسی توسط مجموعه‌ای از معادلات شناخته شده به عنوان معادلات ماکسول، و نیز نیروی الکترومغناطیسی بیان شده توسط قانون نیروی لورنتس توصیف می‌شود. الکترومغناطیس کلاسیک به سختی با مکانیک کلاسیک سازگار است، اما بانسبیت خاص سازگار است. در معادلات ماکسول، سرعت نور در خلأ ثابت و تنها وابسته به گذردهی الکتریکی و نفوذپذیری مغناطیسی در خلأ است. این موضوع اما ناقض قوانین سرعت گالیله‌ای (سنگ بنای مکانیک کلاسیک) است. یک راه برای آشتی دادن دو نظریه، فرض وجود محیطی به نام «اتر» است که نور در آن حرکت می‌کند. با این حال، پس از تلاش‌های تجربی فراوان، وجود اتر اثبات نشد. پس از کمک‌های مهم هندریک لورنتس و هانری پوانکاره، در سال ۱۹۰۵ آلبرت اینشتین مشکل را با نسبیت خاص حل کرد که جایگزین جدید تئوری حرکت‌شناسی کلاسیک شد و با الکترومغناطیس کلاسیک سازگار بود. علاوه بر این، تئوری نسبیت نشان می‌دهد که میدان مغناطیسی در حال حرکت تبدیل به یک میدان الکتریکی غیر صفر و بالعکس می‌شود، بنابراین نشان می‌دهد که آن‌ها دو طرف یک سکه هستند، و به این ترتیب اصطلاح «الکترومغناطیس» به این پدیده اطلاق شد.

### نیروی لورنتس
نیروی لورنتس توسط میدان الکترومغناطیسی به ذرهٔ باردار متحرک وارد می‌شود که رابطه آن به صورت زیر است:
{\displaystyle {F}=q{E}+q{v}\times {B}}
که {\displaystyle F} نشان دهندهٔ بردار نیرو، {\displaystyle q} مقدار بار الکتریکی ذره متحرک، {\displaystyle E} مقدار میدان الکتریکی، {\displaystyle v} بردار سرعت ذرهٔ متحرک و {\displaystyle {\ce {B}}} بردار میدان مغناطیسی می‌باشد.

### میدان الکتریکی(E){\displaystyle (E)}
میدان الکتریکی {\displaystyle E} طبق رابطهٔ زیر تعریف می‌شود:
{\displaystyle {F}={E}{q_{0}}}
که {\displaystyle q_{0}} نشان دهنده بار مثبت آزمون، {\displaystyle F} بردار نیروی الکتریکی وارد بر ذره باردار و {\displaystyle E} بردار میدان الکتریکی می‌باشد.
در شرایط الکتروستاتیک که ذرات باردار ساکن هستند، طبق قانون کولن برای n ذره باردار می‌توان نشان داد که میدان الکتریکی به صورت زیر به‌دست می‌آید:
{\displaystyle {E}={\frac {1}{4\pi \varepsilon _{0}}}\sum _{i=1}^{n}{\frac {q_{i}\left({r}-{r}_{i}\right)}{\left|{r}-{r}_{i}\right|^{3}}}}
که {\displaystyle n} تعداد ذرات باردار، {\displaystyle q_{i}} بار هر ذره، {\displaystyle r_{i}} موقعیت هر ذره، {\displaystyle r} فاصله از میدان الکتریکی و {\displaystyle \varepsilon _{0}} ثابت گذردهی خلاء است.
حال برای یک توزیع بار گسترده خواهیم داشت:
{\displaystyle {E}={\frac {1}{4\pi \varepsilon _{0}}}\int {\frac {\rho ({r}){\hat {r}}}{r^{2}}}{d}V}
که {\displaystyle \rho (r)} چگالی بار و حاصل تقسیم بار الکتریکی کل بر حجم توزیع گسترده است.

### اختلاف پتانسیل الکتریکی
می‌توان کمیتی اسکالر به نام پتانسیل الکتریکی {\displaystyle \varphi } برای میدان الکتریکی تعریف کرد. در شرایط الکتروستاتیک، به دلیل صفر بودن چرخش میدان الکتریکی (که ناشی از ماهیت مرکزی نیرو در قانون کولن است)، میدان الکتریکی {\displaystyle E} برابر خواهد بود با منفی گرادیان {\displaystyle \varphi }. یعنی (در حالت الکتروستاتیک) می‌شود نوشت:
{\displaystyle {E}=-\nabla \varphi }
از این رابطه می‌توان بُعد {\displaystyle E} را به‌صورت {\displaystyle V \over m} (ولت بر متر) نشان داد. با اعمال قضیه استوکس می‌توان نشان داد که اختلاف پتانسیل بین دو نقطه برابر است با:
{\displaystyle \varphi _{E}=-\int _{C}{E}\cdot {d}{l}}
که {\displaystyle C} مسیری است که روی آن از میدان انتگرال گرفته می‌شود.
برای یک بار نقطه‌ای ساکن می‌توان نشان داد که اختلاف پتانسیل الکتریکی از رابطهٔ زیر به‌دست می‌آید:
{\displaystyle \varphi ={\frac {q}{4\pi \varepsilon _{0}\left|{r}-{r}_{q}\right|}}}
که  {\displaystyle q} بار ذره، {\displaystyle r_{q}} موقعیت هر ذره، {\displaystyle r} فاصله از بار الکتریکی و {\displaystyle \varepsilon _{0}} ثابت گذردهی خلاء است. در شرایطی که بار می‌تواند آزادانه حرکت کند (حالت غیر ایستا). این رابطه با پتانسیل لینارد-ویشرت جایگزین می‌گردد که همانند قبل برای یک توزیع بار پیوسته خواهیم داشت:
{\displaystyle \varphi ={\frac {1}{4\pi \varepsilon _{0}}}\int {\frac {\rho ({r})}{r}}{d}V}
که {\displaystyle \rho (r)} چگالی بار است (حاصل تقسیم بار الکتریکی کل بر حجم توزیع گسترده).

## دستگاه یکاها
در دستگاه یکاهای SI، یکاهای کمیت‌های الکترومغناطیسی عبارتند از:
- آمپر (جریان)
- کولُن (بار)
- فاراد (ظرفیت)
- هِنری (اندوکتانس)
- اهم (مقاومت)
- ولت (پتانسیل الکتریکی)
- وات (توان)
- تِسلا (چگالی شار مغناطیسی)
- وِبِر (شار مغناطیسی)
- آمپر بر متر (شدت میدان مغناطیسی)

روابط الکترومغناطیس در دستگاه‌های یکاهای مختلف شکل یکسانی ندارند و در نتیجه تبدیل آن‌ها از دستگاهی به دستگاه دیگر ساده نیست. برای دیدن روابط الکترومغناطیس در دستگاه یکاهای گوناگون به معادلات ماکسول رجوع کنید.

## جدول یکاها
| یکاهای الکترومغناطیس در SI | یکاهای الکترومغناطیس در SI         | یکاهای الکترومغناطیس در SI | یکاهای الکترومغناطیس در SI | یکاهای الکترومغناطیس در SI             |
| نماد                       | نام کمیت                           | نام یکا                    | یکا                        | یکا پایه                               |
| -------------------------- | ---------------------------------- | -------------------------- | -------------------------- | -------------------------------------- |
| I                          | جریان الکتریکی                     | آمپر (یکای اصلی SI)        | A                          | A (= W/V = C/s)                        |
| Q                          | ثابت بنیادی بار الکتریکی الکترون e | کولن                       | C                          | A·s                                    |
| U, ΔV, Δφ, ΔE              | اختلاف پتانسیل، نیروی الکتروموتوری | ولت                        | V                          | J/C = kg·m2·s−3·A−1                    |
| R, Z, X                    | مقاومت الکتریکی، امپدانس، راکتانس  | اهم                        | Ω                          | V/A = kg·m2·s−3·A−2                    |
| ρ                          | مقاومت ویژه                        | اهم. متر                   | Ω·m                        | kg·m3·s−3·A−2                          |
| P                          | توان الکتریکی                      | وات                        | W                          | V·A = kg·m2·s−3                        |
| C                          | ظرفیت الکتریکی                     | فاراد                      | F                          | C/V = kg−1·m−2·A2·s4                   |
| E                          | میدان الکتریکی                     | ولت بر متر                 | V/m                        | N/C = kg·m·A−1·s−3                     |
| D                          | میدان جابه‌جایی                     | کولن بر متر مربع           | C/m2                       | A·s·m−2                                |
| ε0                         | ثابت گذردهی خلاء                   | فاراد بر متر               | F/m                        | kg−1·m−3·A2·s4                         |
| xe                         | پذیرفتاری الکتریکی                 | (بدون بعد)                 | -                          | -                                      |
| G, Y, B                    | رسانایی الکتریکی                   | زیمنس                      | S                          | Ω−1 = kg−1·m−2·s3·A2                   |
| κ, γ, σ                    | رسانندگی                           | زیمنس بر متر               | S/m                        | kg−1·m−3·s3·A2                         |
| B, H                       | میدان مغناطیسی                     | تسلا                       | T                          | Wb/m2 = kg·s−2·A−1 = N·A−1·m−1 = A·m−1 |
| φ                          | شار مغناطیسی                       | وبر                        | Wb                         | V·s = kg·m2·s−2·A−1                    |
| M, L                       | ظرفیت القاء مغناطیسی               | هنری                       | H                          | Wb/A = V·s/A = kg·m2·s−2·A−2           |
| μ                          | نفوذ پذیری                         | هنری در متر                | H/m                        | kg·m·s−2·A−2                           |
| x                          | پذیرفتاری مغناطیسی                 | (بدون بعد)                 | -                          | -                                      |